# Mtwara
Mtwara là thủ phủ vùng Mtwara, đông nam Tanzania. Vào năm 2012, dân số thành phố là 100.626 người.

## Khí hậu
| Dữ liệu khí hậu của Mtwara          | Dữ liệu khí hậu của Mtwara | Dữ liệu khí hậu của Mtwara | Dữ liệu khí hậu của Mtwara | Dữ liệu khí hậu của Mtwara | Dữ liệu khí hậu của Mtwara | Dữ liệu khí hậu của Mtwara | Dữ liệu khí hậu của Mtwara | Dữ liệu khí hậu của Mtwara | Dữ liệu khí hậu của Mtwara | Dữ liệu khí hậu của Mtwara | Dữ liệu khí hậu của Mtwara | Dữ liệu khí hậu của Mtwara | Dữ liệu khí hậu của Mtwara |
| Tháng                               | 1                          | 2                          | 3                          | 4                          | 5                          | 6                          | 7                          | 8                          | 9                          | 10                         | 11                         | 12                         | Năm                        |
| ----------------------------------- | -------------------------- | -------------------------- | -------------------------- | -------------------------- | -------------------------- | -------------------------- | -------------------------- | -------------------------- | -------------------------- | -------------------------- | -------------------------- | -------------------------- | -------------------------- |
| Cao kỉ lục °C (°F)                  | 34.4 (93.9)                | 35.0 (95.0)                | 36.1 (97.0)                | 33.9 (93.0)                | 32.8 (91.0)                | 32.2 (90.0)                | 33.3 (91.9)                | 33.3 (91.9)                | 35.0 (95.0)                | 36.1 (97.0)                | 36.1 (97.0)                | 34.1 (93.4)                | 36.1 (97.0)                |
| Trung bình ngày tối đa °C (°F)      | 30.3 (86.5)                | 30.5 (86.9)                | 30.8 (87.4)                | 30.5 (86.9)                | 29.9 (85.8)                | 29.1 (84.4)                | 29.0 (84.2)                | 29.5 (85.1)                | 29.8 (85.6)                | 30.4 (86.7)                | 31.0 (87.8)                | 30.7 (87.3)                | 30.1 (86.2)                |
| Tối thiểu trung bình ngày °C (°F)   | 23.2 (73.8)                | 23.2 (73.8)                | 22.7 (72.9)                | 22.2 (72.0)                | 20.8 (69.4)                | 19.0 (66.2)                | 18.4 (65.1)                | 18.2 (64.8)                | 18.3 (64.9)                | 19.9 (67.8)                | 21.5 (70.7)                | 22.9 (73.2)                | 20.9 (69.6)                |
| Thấp kỉ lục °C (°F)                 | 20.6 (69.1)                | 20.2 (68.4)                | 21.1 (70.0)                | 19.4 (66.9)                | 15.0 (59.0)                | 13.9 (57.0)                | 15.0 (59.0)                | 15.0 (59.0)                | 16.0 (60.8)                | 17.2 (63.0)                | 18.3 (64.9)                | 19.9 (67.8)                | 13.9 (57.0)                |
| Lượng mưa trung bình mm (inches)    | 219 (8.6)                  | 169 (6.7)                  | 214 (8.4)                  | 176 (6.9)                  | 59 (2.3)                   | 15 (0.6)                   | 14 (0.6)                   | 9 (0.4)                    | 12 (0.5)                   | 28 (1.1)                   | 59 (2.3)                   | 171 (6.7)                  | 1.145 (45.1)               |
| Số ngày mưa trung bình (≥ 1.0 mm)   | 11.4                       | 10.8                       | 14.9                       | 12.2                       | 4.9                        | 2.3                        | 1.9                        | 1.5                        | 2.0                        | 3.2                        | 4.8                        | 9.1                        | 79.2                       |
| Độ ẩm tương đối trung bình (%)      | 79                         | 84                         | 82                         | 83                         | 70                         | 72                         | 70                         | 71                         | 74                         | 76                         | 76                         | 79                         | 76                         |
| Số giờ nắng trung bình tháng        | 229.4                      | 189.3                      | 217.0                      | 225.0                      | 263.5                      | 267.0                      | 266.6                      | 285.2                      | 270.0                      | 303.8                      | 297.0                      | 263.5                      | 3.077,3                    |
| Số giờ nắng trung bình ngày         | 7.4                        | 6.7                        | 7.0                        | 7.5                        | 8.5                        | 8.9                        | 8.6                        | 9.2                        | 9.0                        | 9.8                        | 9.9                        | 8.5                        | 8.4                        |
| Nguồn 1: Tổ chức Khí tượng Thế giới |                            |                            |                            |                            |                            |                            |                            |                            |                            |                            |                            |                            |                            |
| Nguồn 2: Deutscher Wetterdienst     |                            |                            |                            |                            |                            |                            |                            |                            |                            |                            |                            |                            |                            |

## Đô thị kết nghĩa
Mtwara kết nghĩa với:
- Redditch, Vương quốc Anh